# Cibangkong (Batununggal)
Cibangkong is een bestuurslaag in het regentschap Kota Bandung van de provincie West-Java, Indonesië. Cibangkong telt 17.675 inwoners (volkstelling 2010).